# Brezje pri Trebelnem
Brezje pri Trebelnem je naselje v Občini Mokronog - Trebelno.
Brezje leži nad potokom Radulja. Na grebenu nad dolinicama Radulje in Igmanice je bilo halštatsko gradišče s pripadajočimi gomilami. Na južnih pobočjih so naleteli na ostanke topilnic železa. Arheološka najdišča v okolici Brezja spadajo med bogatejša starejše železne dobe na Dolenjskem; o tem pričajo izkopanine, kot so čelade, situle in nakit.